# Disyunción condicionada
En lógica, la disjunción condicionada (a veces llamada disjunción condicional) es una operador ternario conectiva lógica introducido por Church. Operandos dados p', q', y r', que representan proposiciones valoradas en la verdad, el significado de la disyunción condicionada [p, q, r] viene dado por:
{\displaystyle [p,q,r]~\leftrightarrow ~(q\rightarrow p)\land (\neg q\rightarrow r)}
Es decir, [p, q, r] es equivalente a: "si q entonces p, sino r ", o " p o r, de acuerdo de q o no q". Esto también puede ser declarado como "q implica p, y no q implicar". Por lo tanto, para cualquier valor de p, q, y r, el valor de [p, q, r] es el valor de p cuando q es verdad, y es el valor de r de otra manera.
La disyunción condicionada es también equivalente a:
{\displaystyle (q\land p)\lor (\neg q\land r)}
y tiene la misma tabla de verdad que el operador operador ternario en muchos lenguajes de programación. En términos de lógica electrónica, también puede ser visto como un  multiplexor de un solo bit.
En conjunción con las constantes de verdad que denotan cada valor de verdad, la disyunción condicionada es una verdad funcionalmente completa para la lógica clásica . Su tabla de verdad es la siguiente:
| p | q | r | [p,q,r] |
| - | - | - | ------- |
| V | V | V | V       |
| V | V | F | V       |
| V | F | V | V       |
| V | F | F | F       |
| F | V | V | F       |
| F | V | F | F       |
| F | F | V | V       |
| F | F | F | F       |

Hay otros conectivos ternarios funcionalmente completos de la verdad.